# Matjaž Smodiš
Matjaž Smodiš, né le 13 décembre 1979 à Trbovlje, est un joueur slovène de basket-ball, évoluant au poste d'ailier fort.

## Biographie
Matjaž Smodiš prend sa retraite en mai 2013.

## Palmarès

### Club
- Vainqueur de l'Euroligue : 2001, 2006 et 2008[1].
- Finaliste de l'Euroligue : 2004, 2007 et 2009[1].
- Champion de Russie : 2006, 2007, 2008, 2009, 2010 et 2011[1].
- Vainqueur de la Coupe de Russie : 2006, 2007
- Champion d'Italie : 2001 et 2005[1].
- Vainqueur de la Coupe d'Italie : 2001, 2002
- Champion de Slovénie : 2000 et 2013[1].
- Vainqueur de la coupe de Croatie : 2012[1].

### Distinctions personnelles
- All-Star en Italie en 2004
- All-Star en Slovénie 1999, 2000
- MVP des Finales du championnat de Slovénie en 2013[1].